# Bütgenbach
Bütgenbach (tyska) eller Butgenbach (franska) är en kommun i Belgien.   Den ligger i provinsen Liège och regionen Vallonien, i den tyskspråkiga gemenskapen i Belgien i den östra delen av landet, 140 km öster om huvudstaden Bryssel. Antalet invånare är 5 702.
I omgivningarna runt Butgenbach växer i huvudsak blandskog. Runt Butgenbach är det ganska glesbefolkat, med 38 invånare per kvadratkilometer.